# Creu de l'ermita de Sant Miquel
La Creu de l'ermita de Sant Miquel és una creu de terme situada enfront de la capella de Sant Miquel, a la muntanya de Montserrat, al terme de Collbató (Baix Llobregat).
La creu era la sisena de les set creus de terme que el segle XIV Pere el Cerimoniós va encarregar construir en el camí de Collbató a Montserrat. Era una creu de pedra, que el 1987 va ser restaurada i oferta pel poble d'Arenys de Munt. L'actual és de ferro, col·locada damunt d'un peu i un pilar de pedra.